# Evolver (filme)
Evolver é um filme estadunidense , do ano de 1995, dos gêneros ficção científica e ação, dirigido por Mark Rosman.

## Enredo
Quando um grupo de adolescentes resove jogar um game interativo com o robô Evolver, acabam se envolvendo em uma aventura onde suas próprias vidas estão em jogo. O que eles não sabem é que o robô foi programado por um cientísta insano do exercito que lhe conferiu a capacidade de aprender. O objetivo final de Evolver é eliminar todos os oponentes.

## Elenco
- Ethan Embry.......Kyle Baxter
- Cassidy Rae.......Jamie Saunders
- Nassira Nicola.......Ali Baxter
- Chance Quinn.......Zach Renzetti
- Cindy Pickett.......Melanie Baxter
- John de Lancie.......Russell Bennett
- Paul Dooley.......Jerry Briggs
- Tim Griffin.......Dwight
- Eugene Williams.......Tiny
- James Marsh.......Ace
- Eric Fleeks.......Policial no Zach
- Ian Gregory.......Policial na TV
- Mary Gordon Murray.......Sra. Renzetti
- Lisa Passero.......Secretária
- Jack Kenny.......Técnico
- Heath McLaughlin.......Policial no acidente
- Tahitia Hicks.......Locker Room Girl
- Brad Blaisdell.......Criminoso
- Michael Champion.......Lider do esquadrão
- William H. Macy.......Voz do Evolver
- Lou Cass.......Oficial da polícia